# Die Heilige Familie mit dem Johannesknaben
Die Heilige Familie mit dem Johannesknaben ist ein Gemälde, das im engsten Umkreis von Michelangelo Buonarroti entstand oder möglicherweise von ihm selbst gemalt wurde. 

## Bilddaten
Das Bild entstand um 1540. Es handelt sich um eine braune Pinsellavierung auf Pappelholz im Format 62 cm × 49,5 cm. Die Zeichnung befindet sich in Oxford im Ashmolean Museum unter der Inv.-Nr.: A 66 C. Durch dieses Museum wurde das Bild 1846 erworben.

## Beschreibung
Das unfertige, nur in den äußeren Umrissen angelegte Bild zeigt eine schreitende Maria, die das zu ihren Füßen laufende Christuskind an einem Laufhilfeband führt, während sie mit der anderen Hand den neben ihr schreitenden Johannesknaben hält. Über das Christuskind gebeugt sieht man Josef, der es beim Laufenlernen zusätzlich stützt. Bei der Darstellung könnte es sich um eine Rückkehr der Heiligen Familie aus Ägypten handeln.
Die Figuren und die Komposition stehen Michelangelo nahe, dem das Bild früher auch zugewiesen wurde. Später distanzierten sich die Forscher, wenn sie es denn überhaupt zur Kenntnis nahmen, von dem Werk und hielten es eher für eine mögliche Kopie nach einem verloren gegangenen Originalentwurf Michelangelos aus den 1640er Jahren. In jüngster Zeit erfolgte jedoch ein abermaliges Umdenken, da der unfertige Zustand und die nur ungenügend für ein Gemälde präparierte Tafel völlig untypische Merkmale für eine später angefertigte Kopie sind. Hinzu kommt, dass die Zeichnung von ungewöhnlich hoher Qualität ist, so dass eine Zuschreibung an Michelangelo selbst durchaus wieder erwogen wird.
Das Bild befand sich nacheinander in der Königlichen Sammlung in Neapel, bevor es erst in den Besitz William Young Ottley und dann in den des Malers Sir Thomas Lawrence. 1846 kam das Bild in das Ashmolean Museum in Oxford.